# Cantón de Dreux-Sur
El cantón de Dreux-Sur era una división administrativa francesa, que estaba situada en el departamento de Eure y Loir y la región de Centro-Valle de Loira.

## Composición
El cantón estaba formado por cinco comunas, más una fracción de la comuna que le daba su nombre:
- Aunay-sous-Crécy
- Dreux (fracción)
- Garnay
- Marville-Moutiers-Brûlé
- Tréon
- Vernouillet

## Supresión del cantón de Dreux-Sur
En aplicación del Decreto nº 2014-231 de 24 de febrero de 2014, el cantón de Dreux-Sur fue suprimido el 22 de marzo de 2015 y sus 6 comunas pasaron a formar parte del nuevo cantón de Dreux-1.